# Calliphora livida
Calliphora livida este o specie de muște din genul Calliphora, familia Calliphoridae, descrisă de Hall în anul 1948. Conform Catalogue of Life specia Calliphora livida nu are subspecii cunoscute.

## Galerie

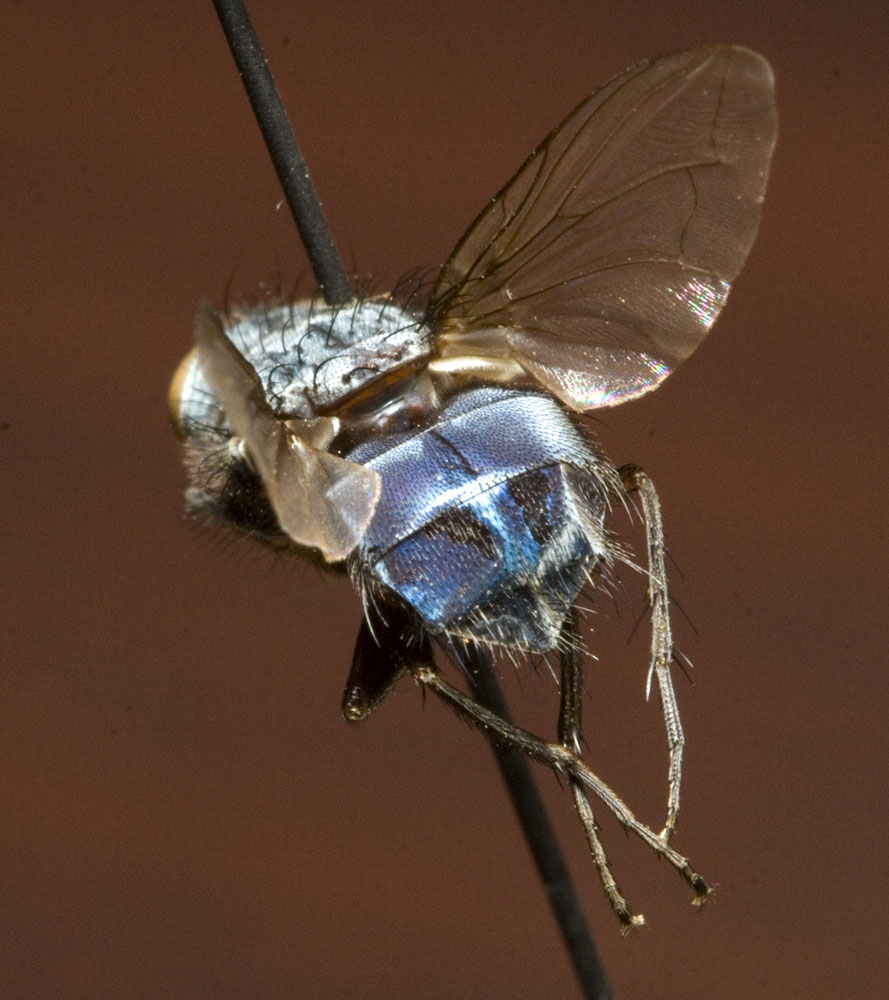
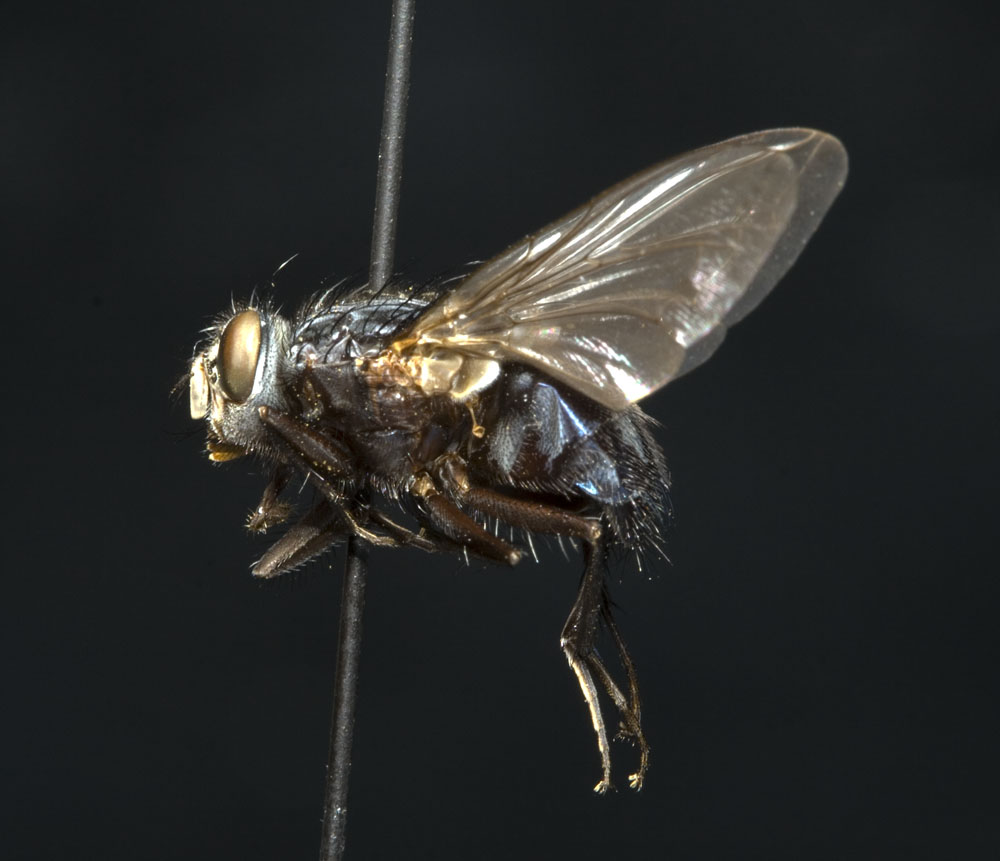